# Michel Vincent
Pour les articles homonymes, voir Michel Vincent et Vincent.
Michel Vincent, né le 21 février 1918 à Vecoux (Vosges) et mort le 15 mars 2005 à Gonesse (Val-d'Oise), est un homme politique français.

## Détail des fonctions et des mandats
Mandat parlementaire
- 16 mai 1962 - 19 juin 1962 : Député de la 4e circonscription de Seine-et-Marne